# Bâtiment du lycée Stevan Sremac à Niš
Le bâtiment du lycée Stevan Sremac à Niš (en serbe cyrillique : Зграда Гимназије „Стеван Сремац“ у Нишу ; en serbe latin : Zgrada Gimnazije „Stevan Sremac“ u Nišu) se trouve à Niš, dans la municipalité de Medijana et dans le district de Nišava, en Serbie. Il est inscrit sur la liste des monuments culturels protégés de la République de Serbie (identifiant no SK 1934),,.

## Présentation

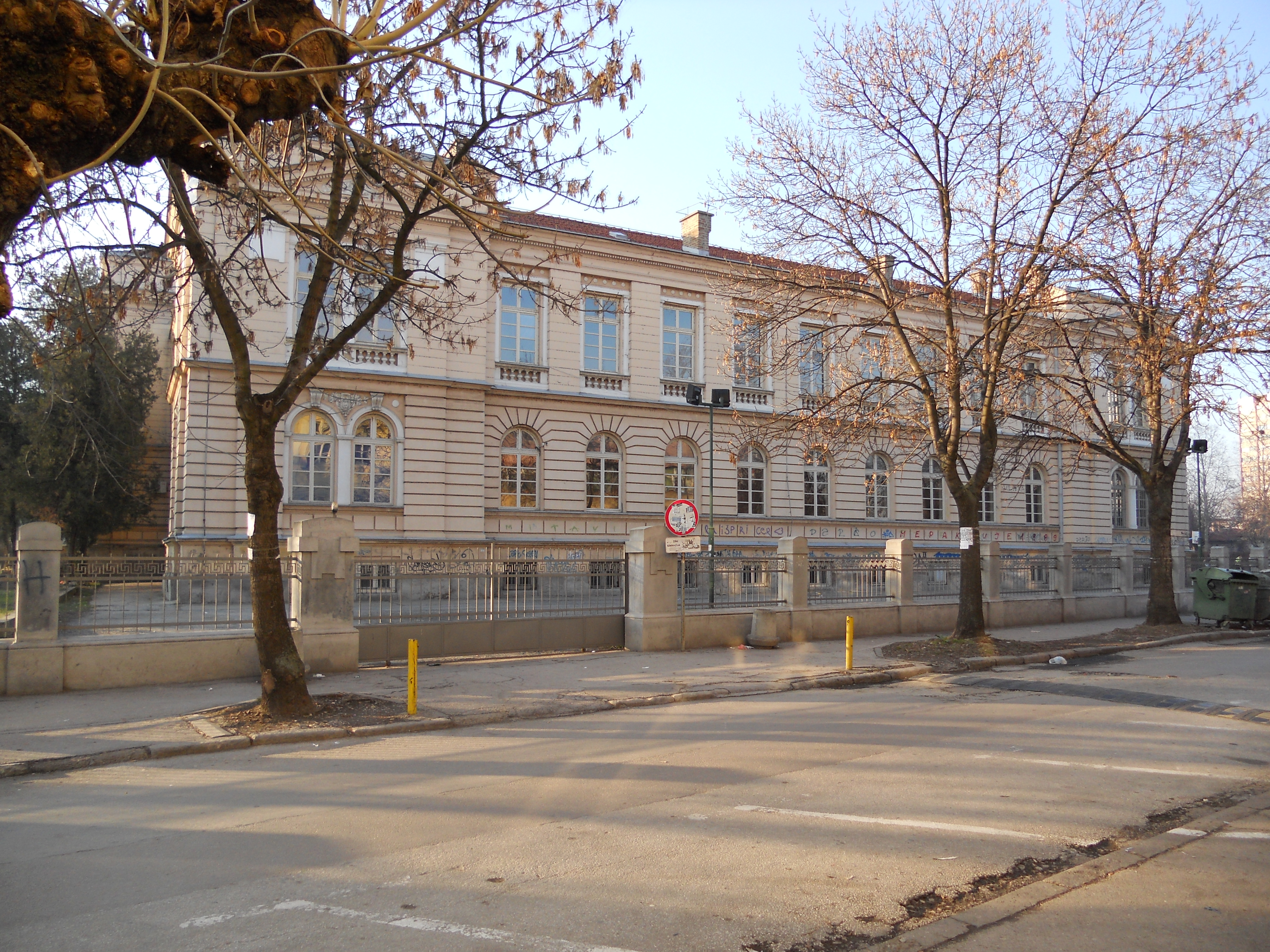
Une aile latérale du lycée.

Le lycée, situé 27 rue Vožda Karađorđa, a été construit en 1912 et 1914 puis entre 1919 et 1922, selon un projet de l'architecte Milorad Ruvidić (1863-1814), ; cette interruption dans les travaux est due à la Première Guerre mondiale. Pendant la guerre, le bâtiment a été utilisé comme hôpital par l'armée serbe en 1914-1915 puis par l'armée austro-hongroise, entre 1915 et 1918, également comme hôpital.
Le bâtiment est constitué d'un rez-de-chaussée surélevé et d'un étage,. De plan résolument symétrique, il est doté de deux ailes latérales et deux façades à l'avant et à l'arrière de la construction. La façade principale, à l'avant, présente une avancée centrale saillante avec un escalier conduisant à une porte à deux battants en bois ; au rez-de-chaussée, cette avancée est dotée de quatre fenêtres cintrées, distribuées par deux de chaque côté du portail et, à l'étage, de trois fenêtres cintrées avec une riche décoration moulurée,.
L'angle des ailles forment elles aussi des avancées, chacune accentuée par des frontons triangulaires avec un décor en relief,.
Par ses proportions et sa symétrie, le bâtiment s'inscrit dans les canons de l'académisme architectural, avec une approche éclectique dans le traitement de la décoration de façade (choix de motifs de la Renaissance allemande, citations baroques modestes et éléments Art nouveau).